# サン・ヴィターレ聖堂 (ローマ)

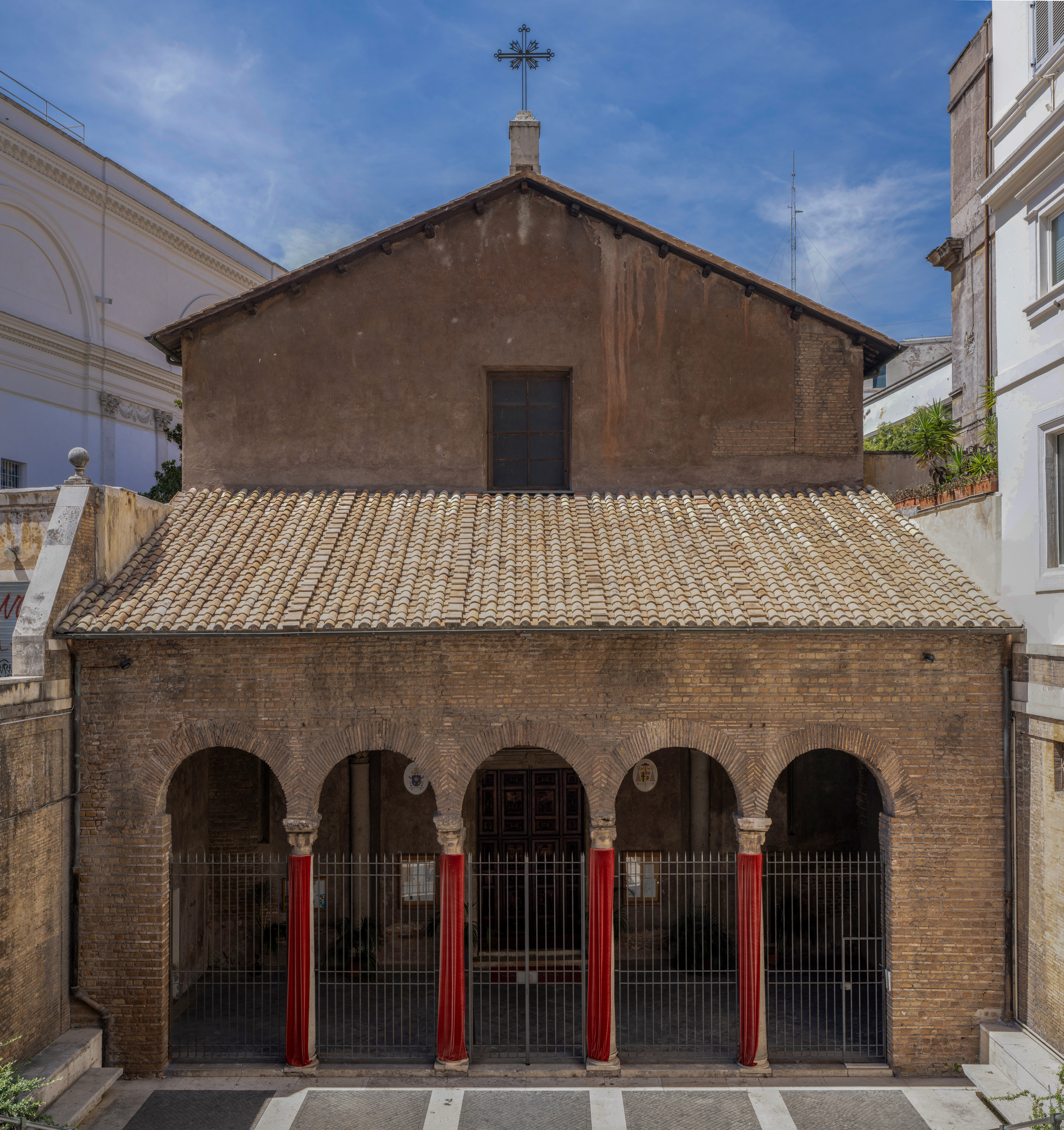
サン・ヴィターレ聖堂

サン・ヴィターレ聖堂 (Basilica San Vitale) は、ローマのナツィオナーレ通り119Aにある。現在の完全な名前はサン・ヴィターレ・エ・コンパーニ・マルティーリ・イン・フォーヴェア聖堂 (S.Vitale e Compagni martiri in Fovea) である。
4世紀に建てられ、402年教皇インノケンティウス1世により改築された。
実際、ローマのヴェスティーナと呼ばれた夫人がクイリナーレの近くに聖ジェルヴァージオと聖プロタージオに捧げるために遺した建築物だった。後に聖ヴィターレ（サン・ヴィターレ）に捧げられた。
1475年にシクストゥス4世により修復された。1595年にはクレメンス8世により修復の発注がされている。
ナツィオナーレ通りが建設された際に、その路面から上に位置するようになったため1859年にピウス9世が昇降用に特徴的な階段を取り付けた。

## 交通
|  | 最寄り駅は、「レプッブリカ駅」。 |

## 関連書籍
- Chiese di Roma - Diego Angeli, Roma 1903